# Beata Kollmats
Beata Kollmats (1992. július 6. –) svéd női labdarúgó. A BK Häcken játékosa.

## Pályafutása

### Klubcsapatokban
Klubjával az IF Böljannal egy kupamérkőzésen találkozott a Kopparbergs/Göteborg gárdájával és Kollmats játéka meggyőzte a Damallsvenskanban szereplő göteborgi együttest, így szerződést ajánlottak a fel számára. Első szezonjában kupagyőzelemhez segítette a feketéket, majd 2013-ban a szuperkupa döntőjében az elit játékosokkal teletűzdelt Tyresöt fektették két vállra.
Ez év augusztusában a Kungsbacka DFF elleni kupamérkőzésen bordatörést szenvedett miután ütközött saját kapusával Kristin Hammarströmmel.
2018 óta a viseli a csapatkapitányi karszalagot, azonban ez a kiváltság első rémálmát is valóra váltotta. Szeptember 22-én a bajnokság hajrájában találkoztak a Hammarby gárdájával és Beata egy hazaadásból az 50. másodpercben talált saját kapujába, majd egy távoli lövést blokkolt sikertelenül és a lábáról lecsorgó labda Jennifer Falk hálójába gurult. A mérkőzés utolsó perceiben pedig egy fejest követően enyhe agyrázkódást szenvedett és hordágyon kellett a pályát elhagynia.

## Sikerei

### Klubcsapatokban
Svéd kupagyőztes (3):
- BK Häcken (3): 2011, 2012, 2019

 Svéd szuperkupa győztes (1):
- BK Häcken (1): 2013